# Kameron Hurley
Kameron Hurley (Battle Ground (Washington), 12 de gener de 1980) és una escriptora estatunidenca de ciència-ficció i fantasia. Hurley va guanyar el premi Sydney J. Bounds 2011 al millor escriptor novell, presentat per la British Fantasy Society, i el Kitschy de 2011 a la millor primera novel·la. La seva obra també ha estat nominada al premi Arthur C. Clarke, al premi BSFA i al premi Nebula; ha estat seleccionada per a un premi Locus a la millor primera novel·la i ha estat inclosa en la llista d'honor dels premis Tiptree «per a treballs de ciència-ficció o fantasia que expandissin o exploressin la comprensió del gènere».

## Biografia i obra
Hurley va néixer a l'estat de Washington i ha viscut a Fairbanks (Alaska), Durban (Sud-àfrica) i Chicago (Illinois). Actualment resideix a Dayton, Ohio. Va estudiar a la Universitat d'Alaska i es va graduar també a l'escola d'escriptura Clarion West.
Hurley publica relats curts de ficció des de 1998 i escriu novel·les des del 2010. També redacta columnes ocasionals per a la revista Locus sobre el treball i el negoci d'escriure ficció. La seva primera novel·la en trilogia, Bel Dame Apocrypha, és el que Hurley ha anomenat bugpunk: una societat situada en un planeta desèrtic molt llunyà, amb una tecnologia que es basa en insectes i amb unes cultures matriarcals inspirades en l'islam que es troben empantanegades en una guerra perpètua. La seva segona trilogia, Worldbreaker Saga, és una fantasia èpica grimdark que pretén subvertir els tòpics del gènere, com el viatge de l'heroi. També ha publicat les novel·les The Stars are Legion (en el gènere de l'òpera espacial) i The Light Brigade (que és també la seva primera obra traduïda al català, La brigada lluminosa). El seu primer llibre d'assaig, la col·lecció The Geek Feminist Revolution, va ser publicat el 2016.

## Premis
El 2011, l'obra de Hurley, God's War (part de la trilogia Bel Dame Apocrypha) va guanyar el premi Chesley per a la millor il·lustració de la coberta i el premi Kitschy Golden Tentacle a la millor primera novel·la de debut. El 2012, Hurley va guanyar el premi Sydney J. Bounds al millor autor novell.
L'agost de 2014, va guanyar el Premi Hugo al millor escriptor aficionat i el seu assaig de maig de 2013 «‘We Have Always Fought’: Challenging the ‘Women, Cattle and Slaves' Narrative» va guanyar el premi Hugo a la millor obra relacionada. També el 2014, la novel·la de Hurley God's War va ser seleccionada per al premi Arthur C. Clarke i el premi de la British Science Fiction Association.

### Novel·les
- The Stars Are Legion (2017)[18]
- The Light Brigade (2019) [La brigada lluminosa, 2019]

#### The Bel Dame Apocrypha
1. God's War (2010)[5]
2. Infidel (2011)[5]
3. Rapture (2012)[5]

Relats curts associats
- «The Seams Between the Stars» (2011)[5]
- «Afterbirth» (2011);[5] preqüela de God's War[19]
- The Body Project (2014)[5]
- Apocalypse Nyx (2018)

#### Worldbreaker Saga
1. The Mirror Empire (2014)[20]
2. Empire Ascendant (2015)
3. The Broken Heavens (forthcoming, December 2019)

### Relats curts
Col·leccions
- Brutal Women (2010)
- Apocalypse Nyx (2018)
- Meet Me in the Future (forthcoming, August 2019)

Contes
- «The War of Heroes», Lightspeed Magazine (2016)
- «The Judgement of Gods and Monsters», Beneath Ceaseless Skies (2016)
- «Body Politic», Meeting Infinity, ed. Jonathan Strahan (2015)
- «The Light Brigade», Lightspeed Magazine (2015)
- «The Improbable War», Popular Science (2015)
- «It’s About Ethics in Revolution», Terraform (2015)
- «Elephants and Corpses», Tor.com (2015)
- «Enyo-Enyo». The Lowest Heaven, 01-06-2013. Arxivat de l'original el 2014-02-01.[22]
- «Wonder Maul Doll». EscapePod, 01-07-2009.
- «The Women of Our Occupation». Year’s Best SF 12, 6-2007.
- «Wonder Maul Doll». From the Trenches, 01-11-2006. Arxivat de l'original el 2009-04-21.
- «The Women of Our Occupation». Strange Horizons, 01-07-2006. Arxivat de l'original el 2014-02-20.
- «Genderbending At the Madhattered». Strange Horizons, 01-02-2004. Arxivat de l'original el 2014-02-20.
- «If Women Do Fall They Lie». Deep Outside SFFH, Spring 2001. Arxivat de l'original el 2018-08-27. [Consulta: 20 juliol 2019].

### Assaig
- «Making excuses for science fiction». Locus, 635, 12-2013, pàg. 25.
- The Geek Feminist Revolution (2016)